# Horimiya
Horimiya (ホリミヤ Horimiya) ou Hori-san e Miyamura-kun (堀さんと宮村くん Hori-san to Miyamura-kun), é uma obra originalmente publicada em webmangá de fevereiro de 2007 à dezembro de 2011, no site Dokkai Ahen, criado pela escritora e ilustradora Hiroki Adachi por trás do pseudônimo HERO, a obra mais tarde conquistou uma versão impressa pela Square Enix, sob o selo Gangan Comics, tendo seus capítulos compilados em 10 volumes durante 22 de outubro de 2008 e 28 de dezembro de 2011. Em 2012, começaram a ser lançados capítulos adicionais de histórias paralelas sob o nome Hori-san para Miyamura-kun Omake (堀 さ ん と 宮 村 く ん お ま け), além do lançamento de uma adaptação animada em formato de OVAs.
Em janeiro de 2021, a obra teve sua animação, desta vez como anime, pelo estúdio Clover Works, a partir do mangá Horimiya (ホ リ ミ ヤ), adaptado e ilustrado por Daisuke Hagiwara, sob a supervisão de HERO, sendo serializado na Monthly G Fantasy. Neste mesmo ano, também estão marcadas uma adaptação de drama e live-action nos dias 5 e 16.

## Enredo
Embora admirada na escola por sua bondade e habilidade acadêmica, a estudante Kyouko Hori esconde outro lado dela. Com os pais muitas vezes longe de casa devido ao trabalho, Hori tem que cuidar do irmão mais novo e fazer as tarefas domésticas, sem ter tempo para socializar fora da escola. Enquanto isso, Izumi Miyamura é visto como um otaku obsessivo que usa óculos. No entanto, ele é realmente uma pessoa gentil e inepta para estudar. Além disso, ele tem nove piercings escondidos atrás de seus longos cabelos e uma tatuagem nas costas e no ombro esquerdo. Por puro acaso, Hori e Miyamura passam um pelo outro fora da escola, nenhum parecendo como seria de esperar. Esses polos aparentemente opostos se tornam amigos, compartilhando um lado que nunca mostraram a ninguém.

## Personagens
Kyouko Hori (堀 京子, Hori Kyōko)
Dublada por: Asami Seto (OVA), Haruka Tomatsu (anime para TV)
Retratada por: Sayu Kubota (live-action e drama de TV)
Uma das principais junto a Izumi Miyamura, Kyouko Hori é uma aluna da turma 3-1 do colégio Katagiri. Popular, energética e uma aluna exemplar no colégio, Hori esconde de seus amigos o fato de ter suas tardes ocupadas para realizar os afazeres domésticos e cuidar de seu irmão mais novo, Souta Hori, porém, após seu irmão se machucar e ser levado para casa por Izumi Miyamura, ela vê seu segredo posto em risco. Também não querendo ter seu outro lado exposto, os dois acabam concordando em manter segredo sobre como eles eram fora da escola, formando uma amizade após as aulas.
Izumi Miyamura (宮村 伊澄, Miyamura Izumi)
Dublado por: Yoshitsugu Matsuoka (OVA), Kōki Uchiyama (anime para TV)
Retratado por: Ōji Suzuka (live-action e drama de TV)
Um dos principais junto a Kyouko Hori, Izumi Miyamura é um aluno da turma 3-1 do colégio Katagiri. Descrito por muitos como um garoto sombrio e depressivo, além de um otaku, na escola, Izumi na verdade é um garoto descontraído que esconde diversos piercings (nove no total, sendo quatro em cada orelha e um no lábio) e tatuagens. Antes com uma vida solitária, Miyamura começa a ver sua vida mudar assim que vê que Hori o aceita como ele é, passando a visitá-la após a escola, após o primeiro encontro dos dois.
Tooru Ishikawa (石川 透, Ishikawa Tōru)
Dublado por: Yoshimasa Hosoya (OVA), Seiichirō Yamashita (anime para TV)
Retratado por: Jin Suzuki (live-action e drama de TV)
Da mesma turma que Kyouko Hori e Izumi Miyamura, Toru Ishikawa era inicialmente amigo de Hori e conhecido pela queda que possuía por ela. Mais tarde, ele é rejeitado e se torna também amigo de Miyamura.
Yuki Yoshikawa (吉川 由紀, Yoshikawa Yuki)
Dublada por: Kana Ueda (OVA), Yurie Kozakai (anime para TV)
Retratada por: Rion Okamoto (live-action e drama de TV)
Melhor amiga da Kyouko Hori, Yuki Yoshikawa faz parte da turma 3-1. No inicio da série, acaba não reconhecendo Izumi e desenvolvendo uma queda por ele, acreditando que seu nome era Konoha e na mentira de Kyouko de que ele seria seu primo.
Kakeru Sengoku (仙石 翔, Sengoku Kakeru)
Retratado por: Akira Onodera (live-action e drama de TV)
Dublado por: Nobunaga Shimazaki (OVA), Nobuhiko Okamoto (anime para TV)
Amigo de infância de Kyouko, Kakeru é também o presidente do conselho estudantil. Apesar do seu cargo no conselho, tem muito medo de Kyouko, evitando irritá-la diversas vezes. É o namorado de Remi.
Remi Ayasaki (綾崎 レミ, Ayasaki Remi)
Dublada por: Akiko Hasegawa (OVA), M · A · O (anime para TV)  Retratada por: Aya Marsh (live-action e drama de TV)
Vista principalmente como mascote do conselho estudantil, Remi é a namorada de Kakeru e amiga de Sakura.
Sakura Kono (河野 桜, Kōno Sakura)
Dublada por: Yui Nomura (OVA), Reina Kondō (anime para TV)
Retratada por: Sakura (live-action e drama de TV)
Parte do conselho estudantil, Sakura é quem faz a maior parte do trabalho. É amiga de Kakeru e Remi, e mais tarde desenvolve sentimentos por Toru.
Shu Iura (井浦 秀, Iura Shū)
Dublado por: Hiro Shimono (OVA), Daiki Yamashita (anime para TV)
Retratado por: Ryōsuke Sota (live-action e drama de TV)
Separado da turma 3-1, Shuu é um amigo barulhento de Izumi que no passado frequentava a turma do grupo principal.
Motoko Iura (井浦 基子, Iura Motoko)
Dublada por: Hisako Kanemoto
A irmã mais nova de Shu que tem Kyouko como sua mentora por um certo período do mangá.
Kōichi Shindo (進藤 晃一, Shindō Kōichi)
Dublado por: Taku Yashiro
Retratado por: Yūki Inoue (live-action e drama de TV)
O melhor amigo de Izumi no fundamental, Shindo é um de seus amigos mais próximos, o aconselhando em diversos momentos.
Akane Yanagi (柳 明音, Yanagi Akane)
Dublado por: Jun Fukuyama
Retratado por: Rihito Itagaki (live-action e drama de TV)
Um amigo adorado por todos, Yanagi é um aluno da classe vizinha que esteve apaixonado por Yuki. Além de sua boa aparência e personalidade cavalheiresca, ele tem enxerga mal e constantemente quebra seus óculos ou perde suas lentes de contato.
Makio Tanihara (谷原 マキオ, Tanihara Makio)
Dublado por: Shōya Chiba
O ex-valentão de Izumi.
Souta Hori (堀 創太, Hori Sōta)
Dublado por: Yumiko Kobayashi (OVA), Yuka Terasaki (anime para TV)
Retratado por: Haru Takagi (live-action e drama de TV)
Irmão mais novo de Kyouko, é quem aproxima os dois, após tropeçar e ser levado de volta pra própria casa por Izumi. Mais tarde, ele pede para Kyouko que o chame para que eles brinquem.
Yuna Okuyama (奥山 有菜, Okuyama Yūna)
Colega de Souta, a garota costumava intimidá-lo e acusá-lo de ter um complexo de irmãs até se tornarem amigos.
Kyosuke Hori (堀 京介, Hori Kyōsuke)
Dublado por: Daisuke Ono
Retratado por: Ryo Kimura (live-action e drama de TV)
O pai de Kyouko e Souta. Apesar de muitas vezes sofrer com a raiva da filha, a ama muito e apoia seu relacionamento com Izumi.
Yuriko Hori (堀 百合子, Hori Yuriko)
Dublada por: Ai Kayano
Retratada por: Aoba Kawai (live-action e drama de TV)
A mãe de Kyouko e Souta. Por ter dificuldade em dizer não, passa a maior parte do tempo fazendo horas extras no trabalho.
Honoka Sawada (沢田 ほのか, Sawada Honoka)
Dublada por: Kei Imoto (OVA), Momo Asakura (anime para TV)
Uma aluna mais nova, ela inicialmente aparenta ter um interesse em Izumi, para mais tarde revelar que seu interesse era em Hori, perguntando diversas vezes quando ela terminaria com Izumi.

## Mídia

### Mangás

#### Hori-san to Miyamura-kun
Hori-san to Miyamura-kun foi escrito e ilustrado por Hiroki Adachi sob o pseudônimo de Hero, que foi postado em seu site de fevereiro de 2007 a dezembro de 2011. Posteriormente, recebeu uma publicação impressa da Square Enix, que compilou os capítulos em dez volumes na revista Gangan Comics de 22 de outubro de 2008 a 28 de dezembro de 2011.
| N.º | Data de lançamento      | ISBN              |
| --- | ----------------------- | ----------------- |
| 1   | 22 de outubro de 2008   | 978-4-7575-2419-4 |
| 2   | 21 de fevereiro de 2009 | 978-4-7575-2495-8 |
| 3   | 21 de julho de 2009     | 978-4-7575-2609-9 |
| 4   | 21 de novembro de 2009  | 978-4-7575-2724-9 |
| 5   | 22 de fevereiro de 2010 | 978-4-7575-2797-3 |
| 6   | 22 de maio de 2010      | 978-4-7575-2875-8 |
| 7   | 22 de outubro de 2010   | 978-4-7575-3025-6 |
| 8   | 22 de janeiro de 2011   | 978-4-7575-3121-5 |
| 9   | 22 de maio de 2011      | 978-4-7575-4946-3 |
| 10  | 22 de dezembro de 2011  | 978-4-7575-3440-7 |

#### Horimiya
O mangá Horimiya, ilustrado por Daisuke Hagiwara, foi publicado na editora Square Enix na revista mensal G Fantasy de 18 de outubro de 2011 a 18 de março de 2021.
| N.º | Data de lançamento      | ISBN                                     |
| --- | ----------------------- | ---------------------------------------- |
| 1   | 27 de março de 2012     | 978-4-7575-3543-5                        |
| 2   | 27 de novembro de 2012  | 978-4-7575-3806-1                        |
| 3   | 27 de abril de 2013     | 978-4-7575-3951-8                        |
| 4   | 26 de outubro de 2013   | 978-4-7575-4107-8                        |
| 5   | 26 de abril de 2014     | 978-4-7575-4297-6                        |
| 6   | 27 de outubro de 2014   | 978-4-7575-4325-6 978-4-7575-4326-3 (EE) |
| 7   | 27 de maio de 2015      | 978-4-7575-4658-5                        |
| 8   | 27 de novembro de 2015  | 978-4-7575-4814-5                        |
| 9   | 27 de maio de 2016      | 978-4-7575-4998-2                        |
| 10  | 26 de novembro de 2016  | 978-4-7575-5167-1                        |
| 11  | 26 de agosto de 2017    | 978-4-7575-5460-3                        |
| 12  | 26 de maio de 2018      | 978-4-7575-5731-4                        |
| 13  | 27 de fevereiro de 2019 | 978-4-7575-6032-1                        |
| 14  | 27 de dezembro de 2019  | 978-4-7575-6452-7                        |
| 15  | 18 de setembro de 2020  | 978-4-7575-6848-8                        |
| 16  | 18 de julho de 2021     | 978-4-7575-7282-9                        |

#### Hori-san to Miyamura-kun Omake
Hori-san to Miyamura-Kun Omake é uma historia continua do webcomic sendo publicação na revista Gangan Comics.
| N.º | Data de lançamento      | ISBN              |
| --- | ----------------------- | ----------------- |
| 1   | 21 de julho de 2012     | 978-4-7575-3670-8 |
| 2   | 27 de novembro de 2012  | 978-4-7575-3783-5 |
| 3   | 27 de abril de 2013     | 978-4-7575-3952-5 |
| 4   | 26 de outubro de 2013   | 978-4-7575-4108-5 |
| 5   | 26 de abril de 2014     | 978-4-7575-4202-0 |
| 6   | 27 de outubro de 2014   | 978-4-7575-4452-9 |
| 7   | 27 de maio de 2015      | 978-4-7575-4659-2 |
| 8   | 27 de novembro de 2015  | 978-4-7575-4815-2 |
| 9   | 27 de maio de 2016      | 978-4-7575-4946-3 |
| 10  | 26 de agosto de 2017    | 978-4-7575-5169-5 |
| 11  | 26 de maio de 2018      | 978-4-7575-5738-3 |
| 12  | 27 de fevereiro de 2019 | 978-4-7575-6037-6 |
| 13  | 27 de dezembro de 2019  | 978-4-7575-6453-4 |
| 14  | 18 de setembro de 2020  | 978-4-7575-6863-1 |

## Anime

### OVA
Seis animações originais (OVA) baseadas no mangá Hori-san to Miyamura-kun foram produzidas. O primeiro OVA foi lançado em 26 de setembro de 2012, o segundo em 25 de março de 2014,  o terceiro em 25 de março de 2015, o quarto em 14 de dezembro de 2018. Episódios 5 e 6 estão programados para uma versão de maio de 2021.
O tema de encerramento do episódio 1 é "Shirotsumekusa" (シ ロ ツ メ ク サ) de Asami Seto como Kyoko Hori. O tema de encerramento do episódio 2 é "Ame Oto" (雨 音) de Yoshitsugu Matsuoka como Izumi Miyamura. O tema de encerramento do episódio 3 é "Shiranai Sekai" (知 ら な い 世界) de Seto como Kyoko Hori. O tema de encerramento do episódio 4 é "Hinata" (向日葵) de Matsuoka. Os temas finais para os episódios 5 e 6 são "Guǐjī" (軌跡) e "Yū shi i uta" (優 し い 歌) de Seto, respectivamente.

#### Lista de episódios
| Episódios | Episódios                                                                    | Episódios              |
| #         | Título                                                                       | Exibição original      |
| --------- | ---------------------------------------------------------------------------- | ---------------------- |
| 1         | ASA "Hori-san to Miyamura-kun: Shingakki (堀さんと宮村くん -新学期)"         | 26 de setembro de 2012 |
| 2         | ASA "Hori-san to Miyamura-kun: Totsuzen no ame (堀さんと宮村くん -突然の雨)" | 25 de março de 2014    |
| 3         | ASA "Hori-san to Miyamura-kun: Suki da (堀さんと宮村くん -好きだ-)"          | 25 de março de 2015    |
| 4         | ASA "Hori-san to Miyamura-kun: Natsu kaze (堀さんと宮村くん -夏風邪-)"       | 14 de dezembro de 2018 |
| 5         | ASA "Hori-san to Miyamura-kun: Manatsu Hi (堀さんと宮村くん -真夏日-)"       | 25 de maio de 2021     |
| 6         | ASA "Hori-san to Miyamura-kun: Yasashii Hito (堀さんと宮村くん -優しい人-)"  | 25 de maio de 2021     |

### Anime
Uma adaptação de anime de 13 episódios para a série de televisão de Horimiya de Daisuke Hagiwara foi anunciada em 17 de setembro de 2020. A série foi animada por CloverWorks e dirigida por Masashi Ishihama, com Takao Yoshioka cuidando do roteiro da série, Haruko Iizuka projetando os design de personagens e Masaru Yokoyama na composição da música. Foi ao ar de 10 de janeiro a 4 de abril de 2021 no Tokyo MX e outros canais. A música tema de abertura é Iro Kо̄sui (色香水) por Yoh Kamiyama, enquanto a música tema de encerramento é Yakusoku (約束) realizada pela banda Amigos (フレンズ).
A Funimation licenciou a série fora da Ásia e a transmitiu em seu site na América do Norte, Ilhas Britânicas, México e Brasil, na Europa através de Wakanim e na Austrália e Nova Zelândia através de AnimeLab.  Medialink licenciou a série no Sudeste Asiático e no Sul da Ásia, e a transmitiu em Bilibili apenas no Sudeste Asiático.  A empresa mais tarde começou a transmitir o primeiro episódio em seu canal Ani-One no YouTube por um tempo limitado, de 13 de fevereiro a 15 de março de 2021.

#### Lista de episódios
| Episódios | Episódios                                                                                                   | Episódios               |
| #         | Título | Exibição original       |
| --------- | --- | ----------------------- |
| 1         | "Uma Pequena Casualidade" "Hon no, Sasaina Kikkake de. (ほんの、ささいなきっかけで。)"                      | 10 de janeiro de 2021   |
| 2         | "Página 2: O Seu Outro Lado" "Kao wa, Hitotsu Dake ja nai. (顔は、ひとつだけじゃない。)"                    | 17 de janeiro de 2021   |
| 3         | "Página 3: Por Isso Está Tudo Bem" "Da Kara, Daijōbu. (だから、大丈夫。)"                                   | 24 de janeiro de 2021   |
| 4         | "Página 4: Todo Mundo Ama Alguém" "Dare mo, Dare ka ga Suki Nanda. (誰も、誰かが好きなんだ。)"              | 31 de janeiro de 2021   |
| 5         | "Página 5: Não Posso Dizer Isso em Voz Alta" "Sore wa, Ienai Koto. (それは、言えないこと。)"                | 7 de fevereiro de 2021  |
| 6         | "Página 6: Este Verão Vai Ser Quente" "Kotoshi no Natsu wa, Atsui Kara. (今年の夏は、暑いから。)"           | 14 de fevereiro de 2021 |
| 7         | "Página 7: Você Está Aqui, Eu Também" "Kimi ga Ite, Boku ga Ite. (君がいて、僕がいて。)"                    | 21 de fevereiro de 2021 |
| 8         | "Página 8: A Verdade que a Mentira Revela" "Itsuwaru Koto de, Mieru Mono. (偽ることで、見えるもの。)"       | 28 de fevereiro de 2021 |
| 9         | "Página 9: É Difícil, Mas Não É Impossível" "Muzukashii Kedo, Muri ja nai. (難しいけど、無理じゃない。)"    | 7 de março de 2021      |
| 10        | "Página 10: Até que a Neve Derreta" "Itsuka, Yuki ga Tokeru Made. (いつか、雪が溶けるまで。)"               | 14 de março de 2021     |
| 11        | "Página 11: Pode Parecer Ódio" "Kirai Kirai mo, Ura ga Aru. (嫌い嫌いも、ウラがある。)}"                    | 21 de março de 2021     |
| 12        | "Página 12: Até Agora e Para Sempre" "Kore Made mo, Soshite Kore Kara mo. (これまでも、そしてこれからも。)" | 28 de março de 2021     |
| 13        | "Página 13: Eu Te Daria o Céu de Presente" "Semete, Kono Ōzora o. (せめて、この大空を。)"                   | 4 de abril de 2021      |

## Live-action e Dorama
Um filme live action e uma adaptação para a série de televisão foram anunciados em 23 de novembro de 2020, com o elenco principal e equipe sendo revelados em 21 de dezembro de 2020. O filme e dorama são produzidos por Horipro e dirigidos por Hana Matsumoto. A edição teatral, compilando o conteúdo dos três primeiros episódios de televisão com suas próprias cenas exclusivos, foi exibido durante uma semana a partir de 05 de fevereiro de 2021, enquanto a versão de TV começou a transmitir na emissora MBS no bloco de programação Dramaism , TBS e Apple TV+ exclusivamente para o Japão em 17 de fevereiro de 2021.  O tema de abertura é "Dō Sun'no?" (ど う す ん の？), enquanto o tema de encerramento é "Tomoshibi" (灯), ambos interpretados por Toketadenkyu.